# 四溴化铪
四溴化铪是一种无机化合物，化学式为HfBr4，是铪最常见的溴化物。它是无色反磁性的固体，对潮湿敏感，可以在真空中升华。它的结构和四溴化锆十分相似，有着Hf中心四面体结构，与四氯化铪的聚合结构不同。